# Gentille Assih
Gentille Menguizani Assih (nacida el 2 de abril de 1979) es una directora y productora de cine togolesa.

## Biografía
Assih nació en Palimé, Togo en 1979. Desarrolló su pasión por el cine desde una edad temprana. En 2001 se formó como técnica en infografía y fotografía. En 2006, estudió guion y realización de documentales con Africadoc, en Senegal. Durante el mismo período, también estudió comunicación en el Instituto Africano de Estudios Comerciales. En 2009, se licenció en Gestión de Recursos Humanos.
Trabajó en una empresa de comunicaciones durante dos años antes de establecer la empresa "World Films". Inició su carrera como directora en 2004, realizando los cortometrajes Le prix du velo y La vendeuse contaminee. En 2008 dirigió su primer cortometraje documental, Itchombi, que detalla la ceremonia de la circuncisión de Deou, un estudiante togolés que regresa de Dakar.
Al año siguiente, dirigió y produjo Bidenam, l'espoir d'un village, con la ayuda del Instituto Goethe de Johannesburgo. La película trata sobre la vida de Bidenam, que regresa a su pueblo natal después de seis años y decide enseñar a su familia cómo usar un sistema de riego, y toca temas de política y éxodo rural. Se inspiró en la hermana menor de Assih que fue a Marruecos a estudiar agronomía. En 2012, dirigió el largometraje documental Le Rite, la Folle et moi. En la película, estudia el rito de iniciación de las mujeres en el norte de Togo. Continuando con su trabajo en ceremonias de su documental anterior, el objeto de este rito es su hermana menor.

## Filmografía
- 2004: Le prix du velo
- 2004: La vendeuse contaminee
- 2008: Itchombi
- 2009: Bidenam, l'espoir d'un village
- 2012: Le Rite, la Folle et moi